# Гази (подводная лодка)
PNS Ghazi («Га́зи») — подводная лодка (ПЛ) ВМС Пакистана. Построена в США, принадлежала к типу «Тенч» и носила название USS Diablo (SS-479). Вступила в строй в марте 1945 года и в течение 18 лет служила в составе Военно-морских сил США. Передана Пакистану в 1963 году, участвовала в Индо-пакистанской войне 1965 года. Приняла участие в Индо-пакистанской войне 1971 года, во время которой погибла от внутреннего взрыва на входе в индийскую базу Вишакхапатнам. Взрыв связывается с атакой, произведённой индийским эсминцем, хотя причины его до конца не установлены. Стала первой ПЛ в мире, погибшей в бою после Второй мировой войны.

## Постройка
Подводная лодка «Диабло» типа «Тенч» строилась, как и большинство ПЛ этого типа, на верфи в Портсмуте (штат Мэн). При проектировании ПЛ типа «Тенч» был учтён опыт военных действий на море, накопленный за годы Второй мировой войны. Это касалось усовершенствованных дизельных двигателей, более простых в обращении, повышенной живучести воздушных магистралей, увеличенного запаса торпед (28 по сравнению с 24 на ПЛ предшествовавшего типа «Балао»). «Диабло» была заложена 1 декабря 1944 года, вступила в строй 31 марта 1945 года с бортовым номером SS-479. Вооружение лодки составляли 10 торпедных аппаратов калибра 533 мм (6 носовых, 4 кормовых), одно облегченное 127-мм орудие и два зенитных орудия калибра 40 мм. На верхней палубе были также смонтированы несколько турелей для установки крупнокалиберных (12,7-мм) пулемётов.

## Служба в ВМС США

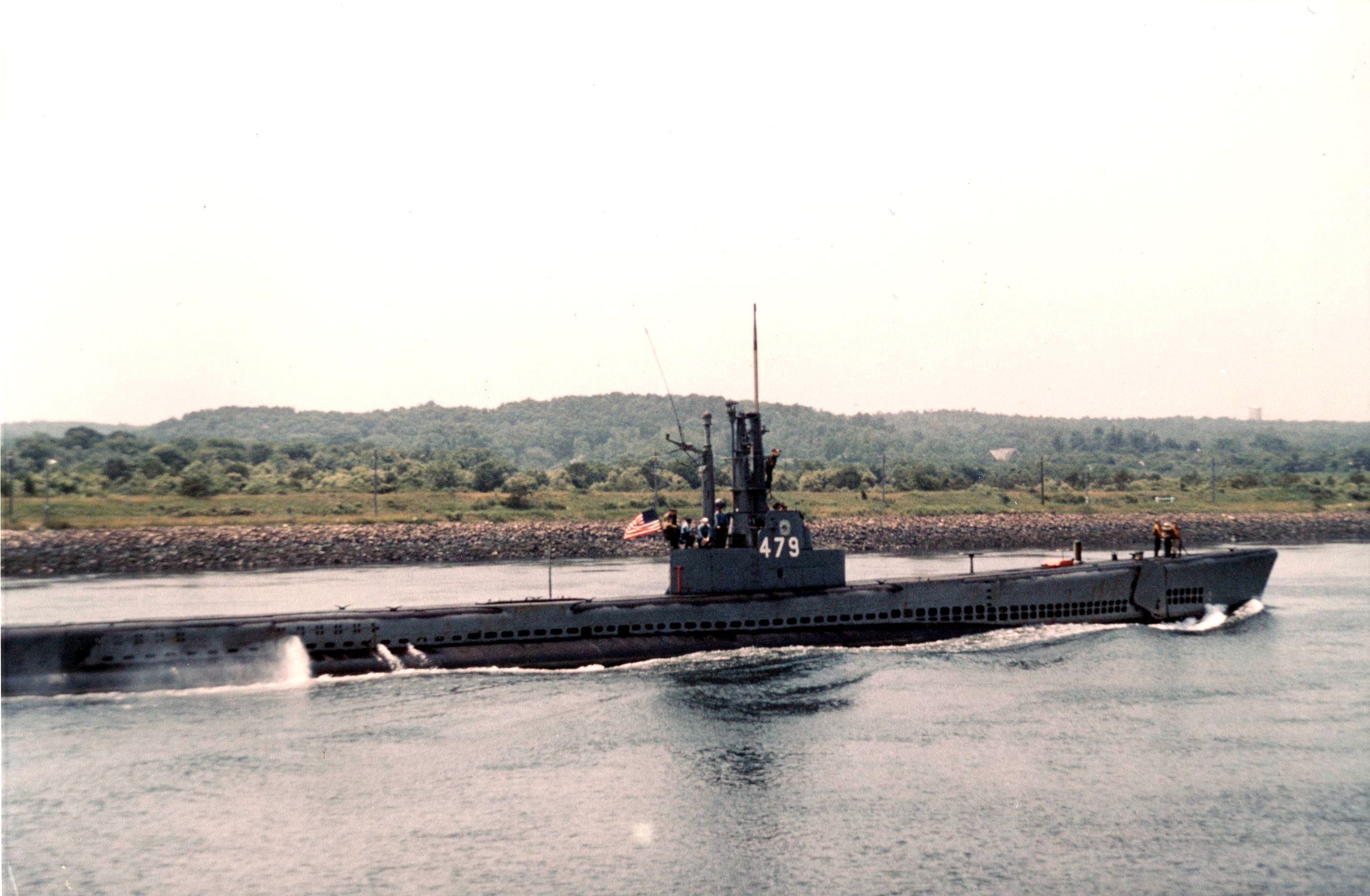
«Диабло» на ходовых испытаниях в канале Кейп-Код

### Вторая мировая война
После ввода в строй «Диабло», в условиях ещё продолжавшейся войны, была направлена на Тихий океан. Выйдя из Нью-Лондона, она прибыла в Перл-Харбор 21 июля. Из этой базы лодка вышла в свой первый боевой поход 10 августа 1945 года (за пять дней до объявления японским императором о капитуляции) под командой лейтенант-коммандера Г. Мэтерсона. Предполагался заход ПЛ в базу на остров Сайпан, однако известие о капитуляции стало причиной изменения маршрута — «Диабло» зашла в базу на Гуаме. Лодка вернулась в Перл-Харбор 31 августа. Затем она была направлена на Атлантический океан и 11 октября пришла в Нью-Йорк, где и оставалась до начала следующего года, за исключением однократного захода в Чарлстон.

### Послевоенный период
С января 1945 года по август 1949 года «Диабло» базировалась в Зоне Панамского канала. Она несколько раз участвовала в различных манёврах. Так, в августе—октябре 1947 года она, вместе с двумя другими ПЛ, проводила учения у западного побережья Южной Америки и близ Огненной Земли. Во время этого похода лодки совершили заход в Вальпараисо. В ноябре—декабре того же года «Диабло» принимала участие в других манёврах, базируясь на Ки-Уэст (Флорида). В марте 1948 года она базировалась в Новом Орлеане; на лодке в этот период проходили обучение резервисты флота.
В июне 1949 года «Диабло» была перебазирована в Норфолк, а в 1952 году — в Нью-Лондон, где была учебным кораблём при школе подводников. В мае—июне 1954 года она была переведена в Ки-Уэст для испытаний новых образцов вооружения и оборудования.После этого ПЛ длительное время находилась в водах Карибского моря, приняв участие в ряде манёвров в этой акватории и в районе Бермудских островов. В феврале—апреле 1959 года «Диабло», пройдя через Панамский канал, совершила поход вдоль побережья Южной Америки. Во время этого выхода она участвовала в манёврах совместно с кораблями Колумбии, Эквадора, Перу и Чили. В мае 1960 года она была поставлена в Филадельфии, на ремонт, который продолжался до октября.
В 1963 году ПЛ прошла модернизацию в рамках программы «ГУППИ»: был, в частности, установлен шнорхель. После модернизации водоизмещение лодки составило 1570 т надводное и 2414 т подводное. Она давала ход в 20 узлов в надводном положении и 12 узлов — в подводном под дизелями со шнорхелем, либо 8,75 узлов при движении на электромоторах. Экипаж насчитывал 76 чел. (из них 9 офицеров).

## Передача Пакистану
В первой половине 1960-х годов руководство ВМС Пакистана начало принимать срочные меры по приобретению подводных лодок. Поскольку промышленный потенциал страны не позволял строить ПЛ собственными силами, речь могла идти только об импорте или лизинге у иностранного государства. Обращения Пакистана к Японии, Нидерландам, Франции и Швеции успеха не имели. Лишь Великобритания и США были готовы предоставить пакистанцам подводные лодки, хотя и не современных типов. Исследователи сообщают, что выбор пакистанской стороны остановился на «Диабло» лишь по той причине, что более современные ПЛ оказались недоступны ввиду нежелания государств-владельцев их поставлять.
В 1963 году Конгресс США одобрил передачу «Диабло» Пакистану в лизинг на четырёхлетний срок. Передача ПЛ осуществлялась по линии одной из программ военного содействия странам третьего мира — союзникам США. В мае 1963 года Пакистан направил первую группу для приёмки лодки. 1 июня 1964 года лодка была выведена из состава ВМС США и формально вошла в состав ВМС Пакистана на основе лизинга сроком на четыре года, получив новое название «Гази» (по истечении четырёх лет договор был продлён). В сентябре 1964 года лодка пришла в Карачи, главную базу пакистанского флота, и была записана в его состав 14 сентября.

## Участие в войне 1965 года
После начала войны (август 1965 года) «Гази» вышла в море под командой коммандера Карамата Рахмана Ниязи, который впоследствии стал начальником штаба ВМС Пакистана. «Гази» патрулировала в районе Бомбея, имея приказ атаковать только крупные корабли индийского флота.
Индийские военные знали о том, что крупнейшая пакистанская ПЛ находилась на боевом дежурстве, и принимали меры по её поиску. 9 сентября индийский фрегат «Беас» обнаружил её при помощи сонара и атаковал глубинными бомбами, но безрезультатно. 22 сентября (по другим данным — 17 сентября) уже сама лодка выпустила 4 торпеды по индийскому фрегату «Брахмапутра» и, якобы, «слышала» 3 попадания. Однако фрегат не был повреждён, более того, на нём остался незамеченным даже сам факт атаки. Индийцам пришлось приглашать иностранных военных атташе посетить фрегат, чтобы те могли убедиться, что с ним всё в порядке.
Пакистанские авторы, в частности генерал-лейтенант Амир Ниязи, родственник упомянутого командира лодки, бывший во время следующей индо-пакистанской войны командующим войсками в Восточном Пакистане, утверждал в своих воспоминаниях, что в 1965 году «Гази» действовала «исключительно успешно». В любом случае, командир лодки после войны был удостоен медали «Звезда за храбрость».

## Ремонт в Турции
По окончании войны остро встал вопрос о ремонте «Гази», техническое состояние которой было далеко не лучшим. Однако американская помощь стала недоступной из-за того, что США в связи с войной ввели в отношении Пакистана (как и Индии) эмбарго на поставки продукции прямого военного назначения. Поэтому было решено осуществить ремонт в Турции, у которой имелся значительный опыт эксплуатации подводных лодок американских проектов. К тому же Анкара ещё в 1953 году, получив от США соответствующие технологии, обладала собственным опытом переоборудования ПЛ с установкой шнорхеля. Предложенная Турцией стоимость ремонта «Гази» — 1,5 млн. долл. — была для Пакистана приемлемой.

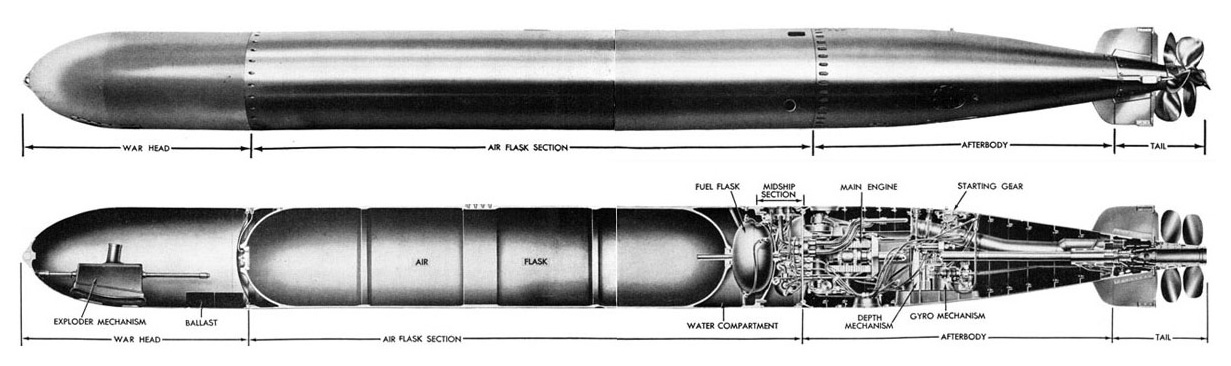
Торпеда Mk14 американского производства, бывшая на вооружении «Гази»

Лодка встала на ремонт на верфи в г. Гёльджюк в марте 1968 года. Поскольку Суэцкий канал был закрыт для судоходства в связи с арабо-израильской войной, «Гази» была вынуждена идти в Турцию окружным маршрутом через Индийский и Атлантический океаны, обогнув Африку. Чтобы ПЛ оказалась в состоянии совершить такой переход, был проведён специальный краткосрочный ремонт в Карачи. Ремонт продолжался до апреля 1970 года. Есть основания полагать, что морские мины производства США, которые «Гази» брала на борт в ходе индо-пакистанской войны 1971 года, были закуплены пакистанцами у Турции как раз в период пребывания «Гази» в Гёльджюке — в обход американских санкций.

## Гибель

### Предшествовавшие события
В ноябре 1971 года, когда конфликт между Индией и Пакистаном перешёл в стадию активных боевых действий, «Гази» получила задание идти в Бенгальский залив, чтобы атаковать находившиеся там корабли противника, прежде всего — единственный индийский авианосец «Викрант». Она была единственной ПЛ Пакистана, автономность которой позволяла совершить столь дальний переход и находиться в том районе достаточно длительное время; остальные пакистанские подлодки (французского типа «Дафне») при таком походе нуждались бы в дозаправке, осуществить которую в условиях господства индийцев на море было практически невозможно. В руководстве ВМС имелись противники отправки лодки на восточный театр ввиду устаревания её машин, однако возобладало иное мнение. 14 ноября «Гази» покинула Карачи; её командиром был коммандер Зафар Мухаммад Хан. Во время похода, вероятно, на лодке произошли неполадки систем радиосвязи, поскольку она не вышла на сеанс связи 26 ноября несмотря на запрос командования.
Индийцы узнали о присутствии подводных лодок в Бенгальском заливе, перехватив радиограмму, направленную в Читтагонг, главный порт Восточного Пакистана, в которой был запрос о наличии там специального сорта смазочного масла, которое использовалось только на подводных лодках. Командующий индийским флотом Н. Кришнан принял решение о немедленном уводе кораблей, в том числе авианосца, в море, чтобы обезопасить их. В то же время индийцами были предприняты все усилия, чтобы ввести пакистанцев в заблуждение и убедить их, что «Викрант» находится в порту Вишакхапатнам, главной базе индийского Восточного флота. Индийцы наладили интенсивный радиообмен ложными сообщениями, в расчёте на их перехват пакистанцами. Для этой цели был выделен эсминец «Раджпут» (бывший английский «Ротерхэм»). Он должен был находиться в море недалеко от Вишакхапатнама, ведя интенсивный радиообмен. С него даже была отправлена радиограмма якобы от имени моряка «Викранта», который спрашивал о здоровье больной матери. Всё это позволило вполне эффективно дезинформировать пакистанцев — «Гази» начала поиск «Викранта» возле Мадраса, не подозревая, что тот уже находился у Андаманских островов, затем направилась к Вишакхапатнаму.

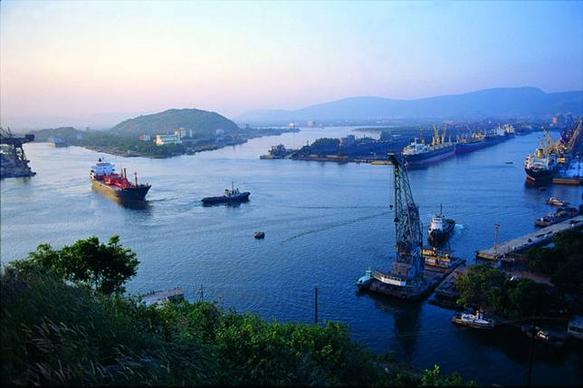
Вид на порт Вишакхапатнама

Сообщается, что командующий флотом ещё 1 декабря детально проинструктировал командира «Раджпута», сообщив, что пакистанская подводная лодка была замечена в районе Цейлона. Эсминец должен был дозаправиться и по возможности скрытно выйти из Вишакхапатнама, приступив к поиску ПЛ. Это было сделано около полуночи с 3 на 4 декабря — через несколько часов после того, как была официально объявлена война (впрочем, на суше боевые действия с возраставшей интенсивностью шли уже несколько дней).

### Гибель лодки
Относительно потопления лодки имеются различные сведения. Одна из версий гласит, что когда «Раджпут» шёл по выходному фарватеру, его командир кэптен Индер Сингх предположил, что пакистанская лодка могла дежурить прямо у выхода из порта и атаковать, когда лоцман будет сходить с корабля на катер. В результате лоцмана высадили на полпути, после чего эсминец дал полный ход. Почти точно в полночь был установлен гидроакустический контакт с ПЛ, а наблюдатели заметили справа по носу водоворот, как если бы подводная лодка только что погрузилась в этом месте. Командир эсминца немедленно приказал сбросить две глубинные бомбы. В 00:15 прогремели два сильных взрыва, от которых «Раджпут» буквально подбросило в воздух. Другие источники говорят, что «Раджпут» произвёл лишь профилактическое бомбометание, поскольку в данном районе днём с торговых судов видели перископ подводной лодки. После сброса бомб на воде появилось масляное пятно, были и другие признаки, свидетельствовавшие о повреждении или потоплении ПЛ. Впрочем, источники (прежде всего индийские, опубликованные сразу после войны и основывающиеся на свидетельствах её непосредственных участников) обычно приводят иную версию событий. Сообщается, что сразу после атаки на «Раджпуте» не отметили каких-либо результатов бомбометания, а взрыв произошёл примерно на полчаса позже.

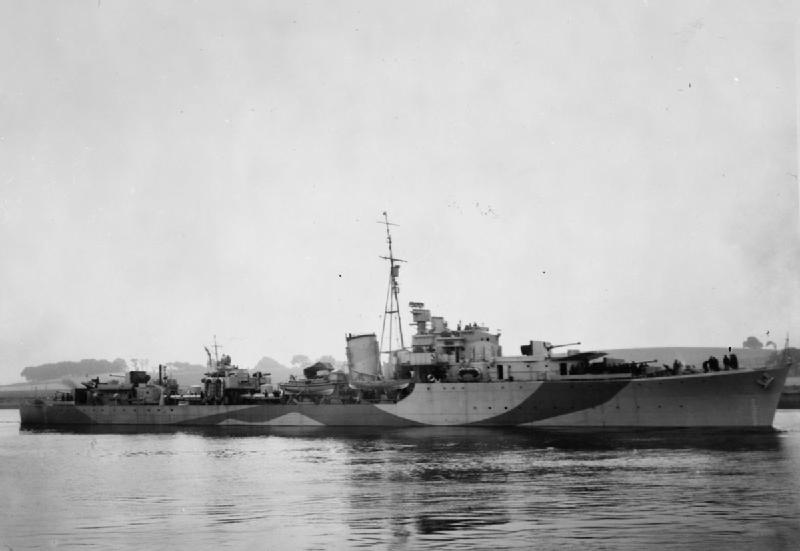
Эсминец «Ротерхэм», будущий «Раджпут», в период службы в ВМС Великобритании

В любом случае, безусловным является, что «Раджпут» в ту ночь проводил бомбометание, а также то, что вскоре после полуночи в море у Вишакхапатнама произошёл сильнейший взрыв. Детонация была такой силы, что жители окрестных селений подумали, что началось землетрясение. 5 декабря местные рыбаки доставили военным найденные ими фрагменты спасательного жилета с американской маркировкой. После этого к предполагаемому месту потопления ПЛ была направлена водолазная команда, которая и обнаружила «Гази». Лодка, с разрушенной до рубки носовой частью, была найдена в полутора милях от входа в базу на глубине 50 м, в точке с примерными координатами 17°41′ с. ш. 83°20′ в. д.. Характер повреждений указывал на детонацию боезапаса торпед и/или мин. Водолазам удалось вскрыть входной люк рубки и проникнуть внутрь ПЛ. Там были обнаружены различные документы, в том числе полученная 20 ноября радиограмма командования пакистанского флота, в которой говорилось: «Разведка сообщает, что авианосец в порту, следуйте к Вишакхапатнаму полным ходом», а также бортовой журнал.

### Вероятные причины
Официальное заявление индийской стороны, сделанное после подтверждения гибели лодки, гласило, что «Гази» была потоплена в результате атаки «Раджпута». Пакистанцы, в свою очередь, официально сообщили, что ПЛ погибла в результате аварии, приведшей к внутреннему взрыву (то есть отрицали факт потопления ПЛ индийцами). Однако авторы, обобщавшие информацию о данном инциденте, подчёркивают, что большинство источников, базирующихся на словах участников событий, сходятся в том, что гибель лодки не была вызвана непосредственно взрывами глубинных бомб эсминца, хотя они и стали причиной неполадок, приведших к детонации. Примечательно, что капитан одного из рыболовецких судов, находившихся в ночь с 3 на 4 декабря 1971 года у Вишакхапатнама, рассказывал, что слышал оглушительный взрыв, однако не понял, что произошло. Ни одного из кораблей индийских ВМС он в тот момент не наблюдал. Схожие показания принадлежат одному офицеру ВМС Египта, который пребывал тогда в Вишакхапатнаме: он слышал будто бы два взрыва, и лишь затем увидел «Раджпута», выходившего из базы в сопровождении другого корабля. Момент гибели лодки, впрочем, установлен точно — найденный водолазами на «Гази» хронометр остановился на 00:15, что подтверждает время взрыва, зафиксированное на «Раджпуте».
По мнению советских специалистов, наиболее вероятной причиной гибели лодки стало повреждение в результате близких взрывов глубинных бомб предохранительного механизма на какой-то из мин заграждения (ПЛ была оборудована для несения до 40 мин), которые, очевидно, имелись на «Гази», — как раз, вероятно, в момент, когда их готовили к постановке. Из-за этого мог самопроизвольно сработать взрыватель мины. Имеются также сообщения, что «Гази» была оборудована для несения человекоуправляемых торпед. Возможно, взорвались и они в момент запуска.
Один из индийских офицеров-подводников, участвовавший в войне, полагает, что в результате близких взрывов в корпус лодки попала вода, которая затем вызвала короткое замыкание и, как следствие, взрыв. Например, на глубине 30 м даже отверстие в прочном корпусе ПЛ размером всего в полмиллиметра за достаточное время может привести к поступлению такого количества воды, которое будет фатальным для ПЛ.
Также существует пакистанская версия, что ПЛ могла подорваться на собственных, незадолго до этого выставленных, минах. Это может быть опровергнуто тем, что листы обшивки корпуса в разрушенной носовой части лодки загнуты наружу, что говорит о внутреннем взрыве. Пакистанский генерал-лейтенант А. Ниязи полагал, что лодка погибла потому, что погрузилась на глубину больше расчётной и затем не смогла всплыть.

### Последствия
Пакистанские авторы говорят, что пока «Гази» находилась в море, сам факт её присутствия оказывал серьёзное сдерживающее воздействие на индийский флот. Подчёркивается, что авианосец «Викрант» был вынужден из-за опасений атаки ПЛ держаться вне района боевых действий. Пакистанские военные утверждали, что командующий ВМС Индии Н. Кришнан, якобы, до потопления «Гази» каждый день молился высшим силам, чтобы они позволили уничтожить подлодку, которую адмирал сравнивал-де с индуистской богиней Кали, олицетворяющей силы разрушения.
Отмечается, что поход «Гази» от Карачи до Вишакхапатнама был успешным с точки зрения реализации возможностей ПЛ данного типа. В то же время аналитики подчёркивают качественно проведённую индийской стороной работу по дезинформации противника, которая и привела к потоплению крупнейшей в ВМС Пакистана подводной лодки. Её уничтожение стало крупным успехом индийского флота, позволившим устранить самую опасную угрозу со стороны пакистанских ВМС. Устранение подводной угрозы позволило индийским силам, и прежде всего, авианосцу «Викрант», гораздо свободнее действовать в Бенгальском заливе, что, в свою очередь, стало одним из важных факторов достижения победы на бенгальском театре.
И США, и СССР предлагали Индии содействие в целях подъёма лодки, однако индийцы приняли решение оставить «Гази» на дне. Все члены экипажа «Гази» были объявлены в Пакистане мучениками (шахидами), а командир лодки Зафар Хан посмертно награждён медалью «Полумесяц за храбрость» (награда, присваиваемая за мужество в бою). Его именем назван один из объектов ВМС Пакистана, расположенных в Исламабаде.
В декабре 2003 года водолазы индийского флота вновь осмотрели «Гази». Сообщалось, что её корпус был буквально покрыт тысячами рыболовных сетей. Водолазы, проникнув внутрь лодки, подняли останки шести пакистанских моряков. Были сделаны многочисленные фотографии затонувшей лодки.

## «Гази» в популярной культуре
Судьба «Гази» нашла отражение в кинематографе Индии и Пакистана, в частности:
- пакистанском мини-сериале Ghazi Shaheed[англ.] 1998 года.
- индийском фильме The Ghazi Attack[англ.] 2017 года. По сюжету фильма, «Гази» гибнет в ходе дуэли с индийской подводной лодкой «Карандж[англ.]».

## Комментарии
1. ↑  Примерно соответствует званию капитана третьего ранга в ВМФ России.
2. ↑  Примерно соответствует званию капитана второго ранга в ВМФ России.
3. ↑  Примерно соответствует званию капитана первого ранга в ВМФ России.